# Faded
Faded is een single van de Noors-Britse artiest Alan Walker. In 2014 bracht Walker hetzelfde nummer uit, maar dan in de instrumentale versie. Later voegde hij er ook een songtekst aan toe, en gaf het nummer ook een nieuwe titel (Faded, voorheen Fade).

## Achtergrondinformatie
Faded, met de zangpartij vervuld door Iselin Solheim, werd een groot commercieel succes in december 2015 en januari 2016, en stond op de nummer-één positie in Duitsland, Finland, Frankrijk, Italië, Noorwegen, Oostenrijk, Polen, Portugal, Spanje, Wallonië, Zweden en Zwitserland.

## Videoclip
De bijhorende videoclip is geregisseerd door Rikkard en Tobias Häggbom. De opnames vonden in Estland plaats.

## Hitnoteringen

### Nederlandse Top 40
| Positie: | 22 | 7  | 5  | 4  | 2  | 2  | 3  | 2  | 2  | 2  | 2  | 3   | 4 |
| Week:    | 14 | 15 | 16 | 17 | 18 | 19 | 20 | 21 | 22 | 23 | 24 |     |   |
| Positie: | 7  | 7  | 8  | 12 | 16 | 17 | 21 | 23 | 28 | 30 | 34 | uit |   |

### NederlandseSingle Top 100
| Hitnotering: (week 1 t/m 43) 09-01-2016 t/m 29-10-2016 Hitnotering: (week 44) 10-12-2016 Hitnotering: (week 45 t/m 47) 07-01-2017 t/m 21-01-2017 | Hitnotering: (week 1 t/m 43) 09-01-2016 t/m 29-10-2016 Hitnotering: (week 44) 10-12-2016 Hitnotering: (week 45 t/m 47) 07-01-2017 t/m 21-01-2017 | Hitnotering: (week 1 t/m 43) 09-01-2016 t/m 29-10-2016 Hitnotering: (week 44) 10-12-2016 Hitnotering: (week 45 t/m 47) 07-01-2017 t/m 21-01-2017 | Hitnotering: (week 1 t/m 43) 09-01-2016 t/m 29-10-2016 Hitnotering: (week 44) 10-12-2016 Hitnotering: (week 45 t/m 47) 07-01-2017 t/m 21-01-2017 | Hitnotering: (week 1 t/m 43) 09-01-2016 t/m 29-10-2016 Hitnotering: (week 44) 10-12-2016 Hitnotering: (week 45 t/m 47) 07-01-2017 t/m 21-01-2017 | Hitnotering: (week 1 t/m 43) 09-01-2016 t/m 29-10-2016 Hitnotering: (week 44) 10-12-2016 Hitnotering: (week 45 t/m 47) 07-01-2017 t/m 21-01-2017 | Hitnotering: (week 1 t/m 43) 09-01-2016 t/m 29-10-2016 Hitnotering: (week 44) 10-12-2016 Hitnotering: (week 45 t/m 47) 07-01-2017 t/m 21-01-2017 | Hitnotering: (week 1 t/m 43) 09-01-2016 t/m 29-10-2016 Hitnotering: (week 44) 10-12-2016 Hitnotering: (week 45 t/m 47) 07-01-2017 t/m 21-01-2017 | Hitnotering: (week 1 t/m 43) 09-01-2016 t/m 29-10-2016 Hitnotering: (week 44) 10-12-2016 Hitnotering: (week 45 t/m 47) 07-01-2017 t/m 21-01-2017 | Hitnotering: (week 1 t/m 43) 09-01-2016 t/m 29-10-2016 Hitnotering: (week 44) 10-12-2016 Hitnotering: (week 45 t/m 47) 07-01-2017 t/m 21-01-2017 | Hitnotering: (week 1 t/m 43) 09-01-2016 t/m 29-10-2016 Hitnotering: (week 44) 10-12-2016 Hitnotering: (week 45 t/m 47) 07-01-2017 t/m 21-01-2017 | Hitnotering: (week 1 t/m 43) 09-01-2016 t/m 29-10-2016 Hitnotering: (week 44) 10-12-2016 Hitnotering: (week 45 t/m 47) 07-01-2017 t/m 21-01-2017 | Hitnotering: (week 1 t/m 43) 09-01-2016 t/m 29-10-2016 Hitnotering: (week 44) 10-12-2016 Hitnotering: (week 45 t/m 47) 07-01-2017 t/m 21-01-2017 | Hitnotering: (week 1 t/m 43) 09-01-2016 t/m 29-10-2016 Hitnotering: (week 44) 10-12-2016 Hitnotering: (week 45 t/m 47) 07-01-2017 t/m 21-01-2017 | Hitnotering: (week 1 t/m 43) 09-01-2016 t/m 29-10-2016 Hitnotering: (week 44) 10-12-2016 Hitnotering: (week 45 t/m 47) 07-01-2017 t/m 21-01-2017 | Hitnotering: (week 1 t/m 43) 09-01-2016 t/m 29-10-2016 Hitnotering: (week 44) 10-12-2016 Hitnotering: (week 45 t/m 47) 07-01-2017 t/m 21-01-2017 | Hitnotering: (week 1 t/m 43) 09-01-2016 t/m 29-10-2016 Hitnotering: (week 44) 10-12-2016 Hitnotering: (week 45 t/m 47) 07-01-2017 t/m 21-01-2017 | Hitnotering: (week 1 t/m 43) 09-01-2016 t/m 29-10-2016 Hitnotering: (week 44) 10-12-2016 Hitnotering: (week 45 t/m 47) 07-01-2017 t/m 21-01-2017 | Hitnotering: (week 1 t/m 43) 09-01-2016 t/m 29-10-2016 Hitnotering: (week 44) 10-12-2016 Hitnotering: (week 45 t/m 47) 07-01-2017 t/m 21-01-2017 | Hitnotering: (week 1 t/m 43) 09-01-2016 t/m 29-10-2016 Hitnotering: (week 44) 10-12-2016 Hitnotering: (week 45 t/m 47) 07-01-2017 t/m 21-01-2017 | Hitnotering: (week 1 t/m 43) 09-01-2016 t/m 29-10-2016 Hitnotering: (week 44) 10-12-2016 Hitnotering: (week 45 t/m 47) 07-01-2017 t/m 21-01-2017 | Hitnotering: (week 1 t/m 43) 09-01-2016 t/m 29-10-2016 Hitnotering: (week 44) 10-12-2016 Hitnotering: (week 45 t/m 47) 07-01-2017 t/m 21-01-2017 | Hitnotering: (week 1 t/m 43) 09-01-2016 t/m 29-10-2016 Hitnotering: (week 44) 10-12-2016 Hitnotering: (week 45 t/m 47) 07-01-2017 t/m 21-01-2017 | Hitnotering: (week 1 t/m 43) 09-01-2016 t/m 29-10-2016 Hitnotering: (week 44) 10-12-2016 Hitnotering: (week 45 t/m 47) 07-01-2017 t/m 21-01-2017 | Hitnotering: (week 1 t/m 43) 09-01-2016 t/m 29-10-2016 Hitnotering: (week 44) 10-12-2016 Hitnotering: (week 45 t/m 47) 07-01-2017 t/m 21-01-2017 | Hitnotering: (week 1 t/m 43) 09-01-2016 t/m 29-10-2016 Hitnotering: (week 44) 10-12-2016 Hitnotering: (week 45 t/m 47) 07-01-2017 t/m 21-01-2017 |
| Week: | 1 | 2 | 3 | 4 | 5 | 6 | 7 | 8 | 9 | 10 | 11 | 12 | 13 | 14 | 15 | 16 | 17 | 18 | 19 | 20 | 21 | 22 | 23 | 24 | 25 |
| --- | --- | --- | --- | --- | --- | --- | --- | --- | --- | --- | --- | --- | --- | --- | --- | --- | --- | --- | --- | --- | --- | --- | --- | --- | --- |
| Positie: | 87 | 27 | 16 | 10 | 6 | 4 | 5 | 5 | 4 | 3 | 3 | 2 | 2 | 4 | 5 | 6 | 6 | 8 | 12 | 14 | 20 | 21 | 22 | 22 | 25 |
| Week: | 26 | 27 | 28 | 29 | 30 | 31 | 32 | 33 | 34 | 35 | 36 | 37 | 38 | 39 | 40 | 41 | 42 | 43 | | 44 | | 45 | 46 | 47 | |
| Positie: | 28 | 28 | 30 | 34 | 49 | 52 | 56 | 58 | 56 | 62 | 63 | 75 | 75 | 77 | 85 | 86 | 98 | 97 | uit | 92 | uit | 63 | 90 | 97 | uit |

### NederlandseMega Top 50
| Hitnotering: 23-01-2016 t/m 09-07-2016 | Hitnotering: 23-01-2016 t/m 09-07-2016 | Hitnotering: 23-01-2016 t/m 09-07-2016 | Hitnotering: 23-01-2016 t/m 09-07-2016 | Hitnotering: 23-01-2016 t/m 09-07-2016 | Hitnotering: 23-01-2016 t/m 09-07-2016 | Hitnotering: 23-01-2016 t/m 09-07-2016 | Hitnotering: 23-01-2016 t/m 09-07-2016 | Hitnotering: 23-01-2016 t/m 09-07-2016 | Hitnotering: 23-01-2016 t/m 09-07-2016 | Hitnotering: 23-01-2016 t/m 09-07-2016 | Hitnotering: 23-01-2016 t/m 09-07-2016 | Hitnotering: 23-01-2016 t/m 09-07-2016 | Hitnotering: 23-01-2016 t/m 09-07-2016 |
| Week:                                  | 1                                      | 2                                      | 3                                      | 4                                      | 5                                      | 6                                      | 7                                      | 8                                      | 9                                      | 10                                     | 11                                     | 12                                     | 13                                     |
| -------------------------------------- | -------------------------------------- | -------------------------------------- | -------------------------------------- | -------------------------------------- | -------------------------------------- | -------------------------------------- | -------------------------------------- | -------------------------------------- | -------------------------------------- | -------------------------------------- | -------------------------------------- | -------------------------------------- | -------------------------------------- |
| Positie:                               | 48                                     | 20                                     | 10                                     | 7                                      | 4                                      | 3                                      | 2                                      | 3                                      | 2                                      | 7                                      | 3                                      | 2                                      | 4                                      |
| Week:                                  | 14                                     | 15                                     | 16                                     | 17                                     | 18                                     | 19                                     | 20                                     | 21                                     | 22                                     | 23                                     | 24                                     | 25                                     |                                        |
| Positie:                               | 5                                      | 8                                      | 14                                     | 21                                     | 23                                     | 24                                     | 31                                     | 31                                     | 31                                     | 41                                     | 41                                     | 49                                     | uit                                    |

### VlaamseUltratop 50
| Hitnotering: 23-01-2016 t/m 23-07-2016 | Hitnotering: 23-01-2016 t/m 23-07-2016 | Hitnotering: 23-01-2016 t/m 23-07-2016 | Hitnotering: 23-01-2016 t/m 23-07-2016 | Hitnotering: 23-01-2016 t/m 23-07-2016 | Hitnotering: 23-01-2016 t/m 23-07-2016 | Hitnotering: 23-01-2016 t/m 23-07-2016 | Hitnotering: 23-01-2016 t/m 23-07-2016 | Hitnotering: 23-01-2016 t/m 23-07-2016 | Hitnotering: 23-01-2016 t/m 23-07-2016 | Hitnotering: 23-01-2016 t/m 23-07-2016 | Hitnotering: 23-01-2016 t/m 23-07-2016 | Hitnotering: 23-01-2016 t/m 23-07-2016 | Hitnotering: 23-01-2016 t/m 23-07-2016 | Hitnotering: 23-01-2016 t/m 23-07-2016 |
| Week:                                  | 1                                      | 2                                      | 3                                      | 4                                      | 5                                      | 6                                      | 7                                      | 8                                      | 9                                      | 10                                     | 11                                     | 12                                     | 13                                     | 14                                     |
| -------------------------------------- | -------------------------------------- | -------------------------------------- | -------------------------------------- | -------------------------------------- | -------------------------------------- | -------------------------------------- | -------------------------------------- | -------------------------------------- | -------------------------------------- | -------------------------------------- | -------------------------------------- | -------------------------------------- | -------------------------------------- | -------------------------------------- |
| Positie:                               | 48                                     | 22                                     | 7                                      | 3                                      | 3                                      | 2                                      | 2                                      | 2                                      | 4                                      | 3                                      | 3                                      | 3                                      | 4                                      | 2                                      |
| Week:                                  | 15                                     | 16                                     | 17                                     | 18                                     | 19                                     | 20                                     | 21                                     | 22                                     | 23                                     | 24                                     | 25                                     | 26                                     | 27                                     |                                        |
| Positie:                               | 2                                      | 3                                      | 5                                      | 9                                      | 15                                     | 14                                     | 17                                     | 22                                     | 28                                     | 35                                     | 43                                     | 43                                     | 40                                     | uit                                    |

### NPO Radio 2 Top 2000
| Nummer met noteringen in de NPO Radio 2 Top 2000 | '16  | '17  | '18  | '19  | '20  | '21  | '22  | '23  | '24  |
| ------------------------------------------------ | ---- | ---- | ---- | ---- | ---- | ---- | ---- | ---- | ---- |
| Faded                                            | 1937 | 1134 | 1193 | 1374 | 1412 | 1613 | 1530 | 1733 | 1720 |

1. ↑  Een vetgedrukt getal geeft de hoogste notering aan.
2. ↑  2016 was het eerste jaar met een notering voor dit nummer.

## Certificaten
| Land                | Certificaat | Verkocht |
| ------------------- | ----------- | -------- |
| Nederland           | Goud        | 10.000   |
| België              | x2 Platina  | 40.000   |
| Italie              | x8 Platina  | 400.000  |
| Spanje              | x4 Platina  | 160.000  |
| Verenigd Koninkrijk | Platina     | 600.000  |